# Festungsplan Wilhelmshaven
Der Festungsplan Wilhelmshaven war die Vorlage für die Befestigung des preußischen Kriegshafens Wilhelmshaven.

## Geschichte

### Ursprünglicher Plan
Der Festungsplan entstand gleichzeitig mit der Planung des Hafens. Der ursprüngliche Plan sah entlang des Grenzverlaufes zu Oldenburg einen Wall zwischen Banter Siel und Heppenser Trift vor. Entlang des Walls sollten sechs Festungswerke errichtet werden. Der Plan brachte jedoch hohe Kosten mit sich, außerdem missfiel er dem Kriegsminister.
Im Jahr 1861 wurde ein neuer Plan entwickelt. Dieser sah vor, Heppens und den Bahnhof in die Umwallung mit einzubeziehen. Auch dieser Anlauf scheiterte.

### Lehren aus dem Deutsch-Französischen Krieg
Nach dem Deutsch-Französischen-Krieg 1870/71 wurden die zuvor entwickelten Pläne aufgegeben. Man erkannte, dass Festungswälle mit Gräben und Bastionen wenig Sinn hatten. Vielmehr wollte man sich an den wirksamen französischen Festungen orientieren, die mit vorgelagerten Forts arbeiteten. Die ursprünglichen Pläne wurden überworfen, lediglich der bereits begonnene Umbau des Forts Heppens und der Grodenbatterie am Neuengrodendeich wurden zu Ende gebracht. Diese Anlagen sollten die Einfahrt in die Jade schützen. Um die Landseite des Kriegshafens zu schützen, beschloss man 1873 drei vorgeschobene Forts, das Fort Rüstersiel (Fort I), Fort Schaar (Fort II) und das Fort Mariensiel (Fort III) sowie das Außenfort Altona zu errichten. Diese waren durch eine Feldbahn miteinander verbunden. Die Maade bildete die Verteidigungslinie der Forts. Der Bereich um die Festungen, der Festungsrayon, unterlag bestimmten baulichen und landwirtschaftlichen Beschränkungen, um ein freies Schussfeld zu gewährleisten. Im Fall eines Angriffs sollten die Ländereien vor den Forts mithilfe der Maade überflutet werden. Für diesen Zweck wurden die hölzernen Siele Rüstersiel und Mariensiel bedeutend größer mit Stein neu gebaut. Die Befestigungsanlagen waren mit Marineartilleristen besetzt und wurden primär für die Ausbildung genutzt, wenngleich sie nach der Mobilmachung 1914 in ständiger Feuerbereitschaft waren.

### Erster Weltkrieg

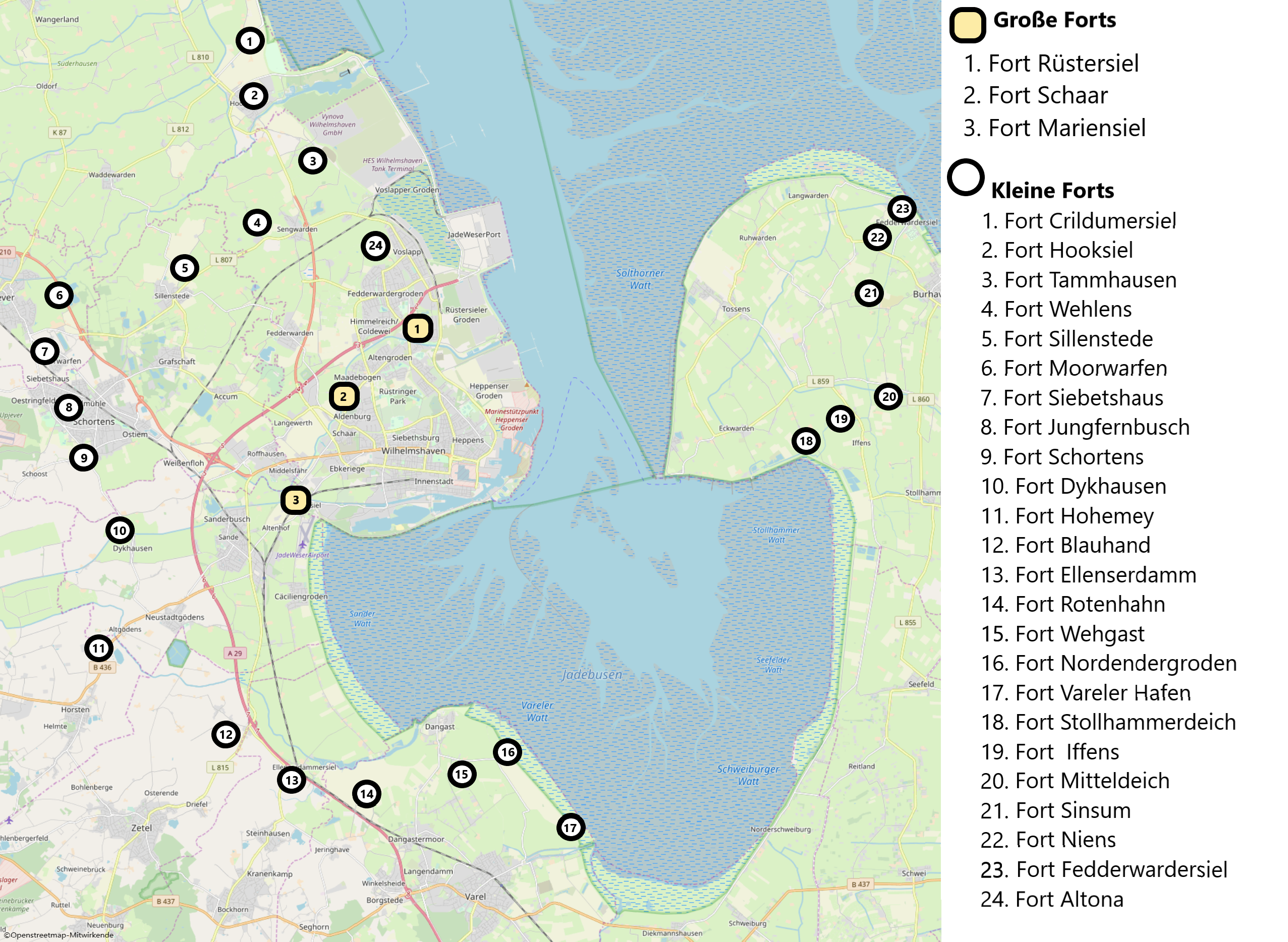
Position der Forts zum Schutz Wilhelmshavens.

Die Verteidigung des Kriegshafens war mit den drei Maadeforts, dem Außenfort Altona sowie dem Fort Heppens nicht ausreichend gesichert, da sie praktisch erst direkt an der Stadtgrenze begann. Das Vorland der Stadt und der Küstenstreifen im Norden waren unbefestigt. Deshalb errichtete man bei Beginn des Ersten Weltkriegs viele kleinere Außenforts zur Landseite: Fort Crildumersiel, Fort Hooksiel, Fort Tammhausen, Fort Wehlens, Fort Sillenstede, Fort Moorwarfen, Fort Siebetshaus, Fort Jungfernbusch, Fort Schortens, Fort Dykhausen, Fort Hohemey, Fort Blauhand, Fort Ellenserdamm, Fort Meedengroden, Fort Wehgast, Fort Nordendergroden, Fort Vareler Hafen, Fort Stollhammerdeich, Fort Iffens, Fort Mitteldeich, Fort Sinsum, Fort Fedderwardersiel, Fort Niens. Die Küste wurde durch kleine Forts bei Hooksiel, Crildumersiel, die Batterie Horumersiel und des zur Festung ausgebauten Schillig mit seinen drei Forts geschützt. In Butjadingen wurde die Deichbatterie Eckwarderhörne errichtet.

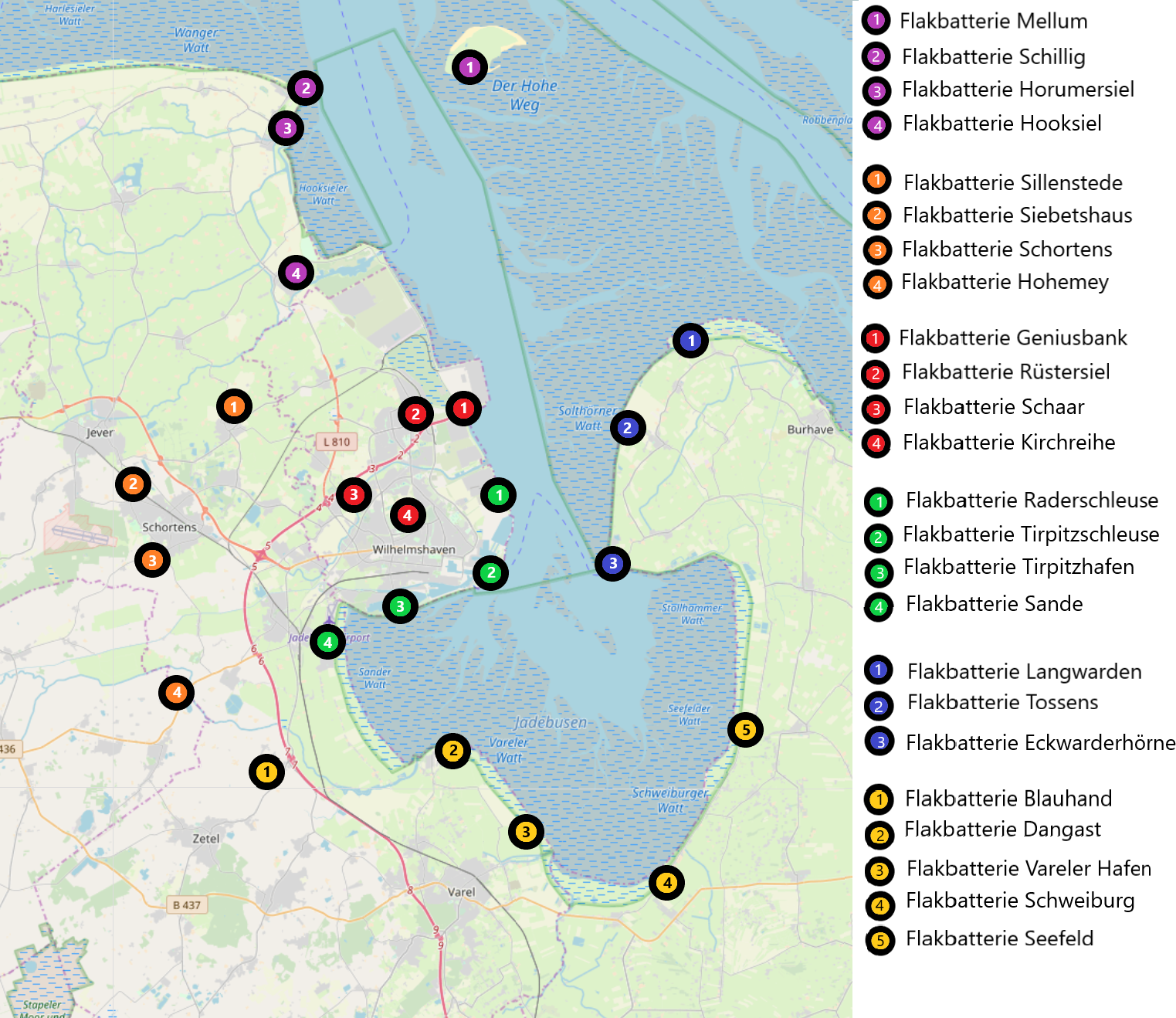
Position der Flakbatterien im Abschnitt Wilhelmshaven.

### Zweiter Weltkrieg

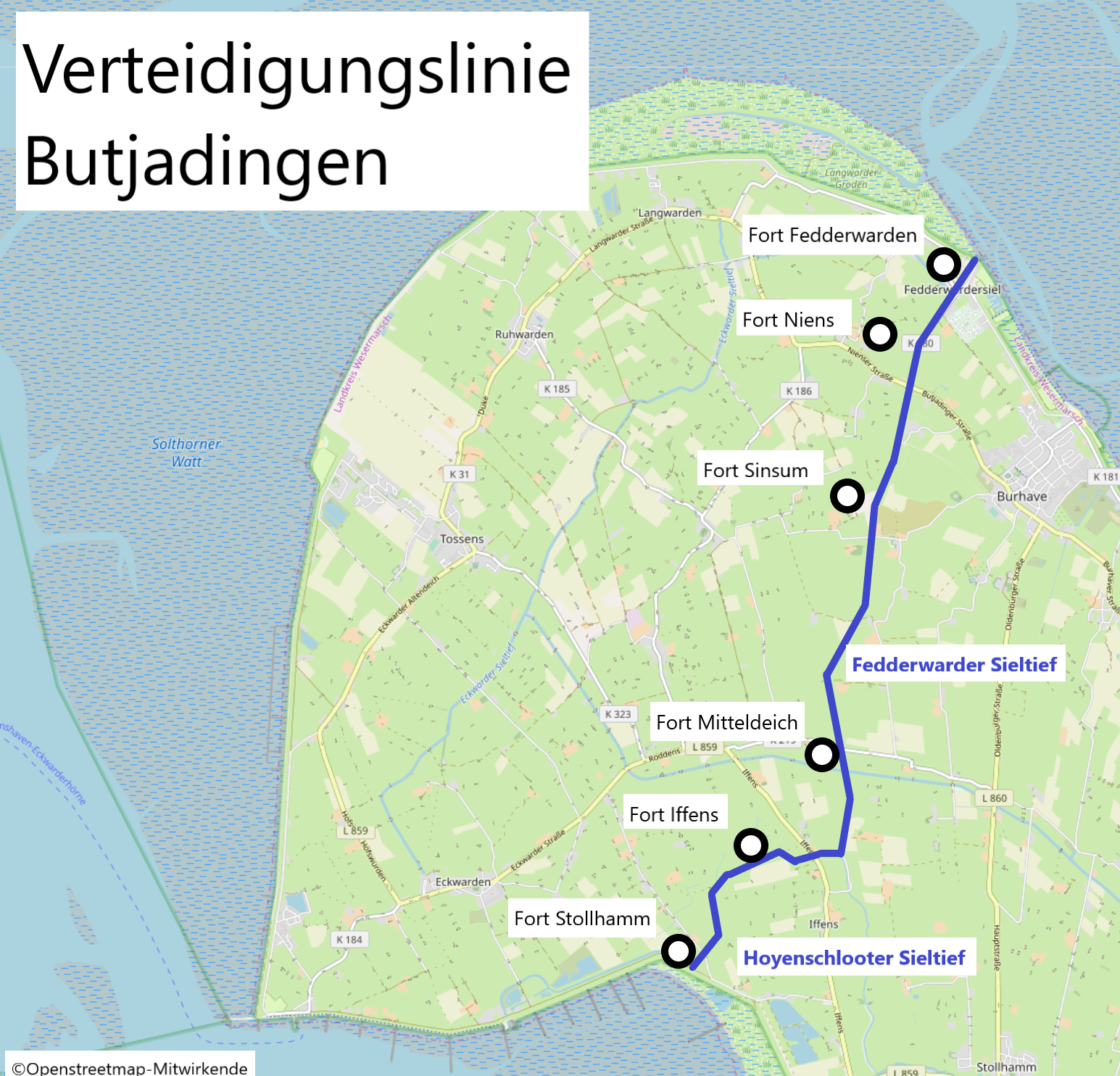
Lage der sechs Butjadinger Forts hinter den Wasserhinternissen.

Viele der Anlagen gerieten nach dem Ersten Weltkrieg in Vergessenheit. Die großen Anlagen wurden teilweise von der Reichswehr und der Wehrmacht genutzt. 1939 wurden die Forts aufgrund ihrer günstigen Lage wieder interessant, auch wenn sie technisch völlig veraltet waren. Von hier aus wurde ein großer Teil der Luftverteidigung des immer noch höchst wichtigen Kriegshafens in Wilhelmshaven eingerichtet. Die Forts in Schaar, Vareler Hafen, Blauhand,  Hohemey, Sillenstede und Hooksiel wurden mit schweren Flakbatterien ausgestattet. Außerdem wurden diverse neue  Flakbatterien gebaut: die Flakbatterie Tirpitzhafen, Flakbatterie Sande, Flakbatterie Kirchreihe, Flakbatterie Geniusbank, Flakbatterie Rüstersiel, Flakbatterie Tirpitzschleuse, Flakbatterie Raederschleuse, Flakbatterie Schweiburg, Flakbatterie Seefeld, Flakbatterie Dangast, Flakbatterie Schortens, Flakbatterie Siebetshaus, Flakbatterie Horumersiel, Flakbatterie Schillig, Flakbatterie Mellum, Flakbatterie Langwarden, Flakbatterie Tossens, Flakbatterie Eckwarderhörne. Hinzu kamen die schwimmenden Flakbatterien Arcona und Medusa.